# Smutter
Smutter (Troglodytidae) er en familie af små eller mellemstore spurvefugle, der er inddelt i 19 slægter med i alt 84 forskellige arter. De findes alle i Amerika, bortset fra gærdesmutte, der er udbredt i Eurasien.
Smutterne har en tyk og blød fjerdragt med en kort hale og korte vinger. Næbbet er smalt og spidst, og er sammentrykt fra siden. Kløerne er kraftige. De to køn er næsten ens og ungfuglene ligner de voksne.

## Slægter
Nogle af de 19 slægter i familien smutter er:
- Thryomanes, 1 art, gråbrun gærdesmutte
- Troglodytes, 12 arter, fx gærdesmutte
- Pheugopedius, 12 arter, fx pletbrystet smutte
- Cistothorus, 4 arter, fx sivsmutte
- Campylorhynchus, 15 arter, fx kaktussmutte
- Cantorchilus, 10 arter, fx kanelsmutte
- Thryothorus, 1 art, carolinasmutte

## Billeder
|                                                                                          |
| Carolinasmutte (Thryothorus ludovicianus) findes fra det sydøstlige Canada til Guatemala |

|                                                       |
| Kanelsmutte (Cantorchilus modestus) fra Mellemamerika |